# Gaizka Mendieta
Gaizka Mendieta Zabala (* 27. März 1974 in Bilbao, Provinz Bizkaia) ist ein ehemaliger spanisch-baskischer Fußballspieler, der seine erfolgreichste Zeit beim FC Valencia erlebte.

## Jugend
Gaizka Mendieta wurde am 27. März 1974 in Bilbao geboren und ist der Sohn des ehemaligen Fußballprofis Andrés Mendieta (* 1945), der als Torwart u. a. für Real Madrid aktiv war. Die Familie stammt aus dem Baskenland, lebte allerdings in Castelló de la Plana (Region Valencia), da der Vater für den örtlichen Klub CD Castellón arbeitete. Als Jugendlicher betrieb Mendieta zunächst Leichtathletik und war ein überragender Mittelstreckenläufer, der spanischer Vizemeister über 1500 Meter Hürden wurde. Schließlich entschied er sich für den Fußball und trat in die Jugendabteilung des CD Castellón ein.

## Vereinskarriere

### FC Valencia

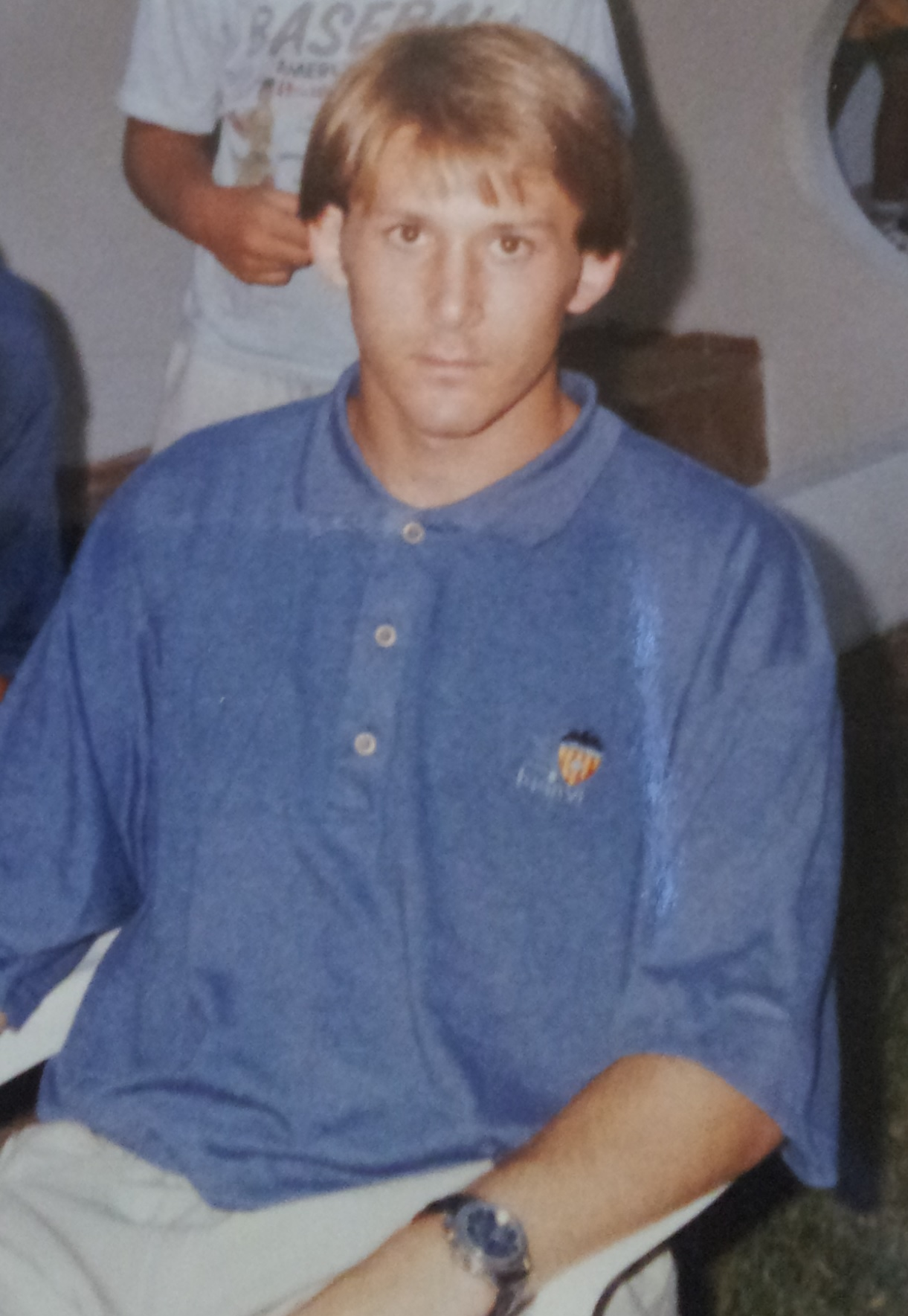
Gaizka Mendieta (1995)

Während der Saison 1991/92 kam Mendieta für Castellón in der Segunda División 16-mal zum Einsatz. Anschließend wechselte er für acht Millionen Peseten Ablöse (umgerechnet 180.000 Euro) zum FC Valencia. In den folgenden beiden Jahren lief der 18-jährige Nachwuchsspieler überwiegend für die Reservemannschaft FC Valencia Mestalla in der dritten Liga auf und wurde zu Beginn seiner Karriere als rechter Außenverteidiger eingesetzt. Erst am 13. Juni 1993, dem vorletzten Spieltag der Saison 1992/93, gab Mendieta gegen den FC Cádiz (2:0) sein Debüt in der Primera División. Im Endspiel um die Copa del Rey 1995, das Valencia mit 1:2 gegen Deportivo La Coruña verlor, erhielt er in der 90. Minute die Gelb-Rote Karte. 1995/96 avancierte Mendieta zum Stammspieler und absolvierte 34 von 42 möglichen Spielen. Der FC Valencia war die Überraschungsmannschaft der spanischen Liga und wurde Vizemeister – die beste Platzierung seit sechs Jahren.
Zur Saison 1997/98 übernahm Claudio Ranieri das Traineramt. Nach dem Abgang von Ariel Ortega beorderte er Mendieta ins Mittelfeld, dem auf seiner neuen Position mit zehn Toren in 30 Spielen der endgültige Durchbruch gelang. Während sich der introvertierte Mendieta neben dem Platz zurückhaltend gab, entwickelte er sich als Spieler zu einem echten Leader und wurde neuer Mannschaftskapitän. Von seiner Position im rechten Mittelfeld lenkte er Valencias Offensivspiel und prägte in den kommenden Jahren eine der erfolgreichsten Phasen der Klubgeschichte. 1999 gewann er mit Valencia durch ein 3:0 über Atlético Madrid die Copa del Rey und schoss im Endspiel ein Tor. Auf dem Weg zum ersten Titelgewinn seit 19 Jahren, hatte der Spielmacher gegen Real Madrid einen denkwürdigen Treffer erzielt: Er kontrollierte eine Flanke mit der Brust und schlenzte den Ball über seinen eigenen Kopf und zwei Verteidiger, bevor er sich drehte und den Ball am Torwart vorbei ins Tor schoss. Die rasante Entwicklung setzte sich auch unter Héctor Cúper fort, der Valencia ab Juli 1999 trainierte. Durch Cúpers kombiniertes Konter-Pressing-System und schwungvollen Angriffsfußball überfuhr der FC Valencia seine Gegner förmlich und erhielt von Spaniens Sportpresse den Beinamen „Dampfwalze.“ Der wichtigste Spieler im Mittelfeld und die „Seele“ der Mannschaft war Mendieta. Der Baske verkörperte wie kein anderer den tugendhaften Fußballspieler, zu dessen Stärken Ballfertigkeit, Athletik und der unbedingte Siegeswille zählten. Dabei harmonierte Mendieta insbesondere mit Claudio López und 1999/2000 gelang ihm mit 13 Saisontoren sein persönlicher Bestwert, allerdings reichte es in der Liga nur für Rang drei. Auf internationaler Bühne zog Valencia nach berauschenden Siegen über den FC Barcelona (4:1) und Lazio Rom (5:2) in das Finale der UEFA Champions League ein. Dort unterlag der Underdog am 24. Mai 2000 Real Madrid deutlich mit 0:3. Mendieta wurde trotzdem mit dem UEFA Club Football Award als bester Mittelfeldspieler der abgelaufenen Saison ausgezeichnet und belegte bei der Wahl zu Europas Fußballer des Jahres den achten Platz. Mittlerweile galt er als einer der begehrtesten Fußballer Europas, schlug allerdings Angebote aus Barcelona, von Real Madrid oder der AC Mailand aus und verlängerte seinen Vertrag bis 2007. Dieser „Rentenvertrag“ brachte Mendieta ein Netto-Jahresgehalt von 2,4 Millionen D-Mark ein und setzte die Ablösesumme auf astronomische 120 Millionen Mark fest.
2001 wiederholte Valencia den Coup aus dem Vorjahr und angeführt von einem überragenden Mendieta, erreichte die Mannschaft abermals das Finale der UEFA Champions League. Im Giuseppe-Meazza-Stadion trafen sie am 23. Mai 2001 auf den FC Bayern München und Mendieta verwandelte in der 3. Minute der regulären Spielzeit einen Handelfmeter zur 1:0-Führung, doch Valencia verlor die Partie nach Elfmeterschießen (4:5). Die Niederlage war Mendietas letztes Spiel für den FC Valencia und am 19. Juli 2001 verkündete er seinen Wechsel zum italienischen Spitzenklub Lazio Rom. Mit einer Ablöse in Höhe von 96 Millionen Mark (umgerechnet 48 Millionen Euro) war dies einer der teuersten Transfers der Fußballgeschichte.

### Lazio Rom
Mendieta war Lazios Königstransfer und er unterzeichnete einen Fünf-Jahres-Vertrag mit einem Gehalt von 8,5 Millionen Mark. Bei seinem neuen Klub sollte er die kreative Lücke füllen, die durch die Abgänge von Pavel Nedvěd und Juan Sebastián Verón entstanden war. Doch Mendieta konnte die Erwartungen zu keinem Zeitpunkt erfüllen und entpuppte sich als absoluter Fehleinkauf. In 26 Partien, in denen er häufig von der Bank kam, wirkte er wie ein Fremdkörper im Spiel und war an keinem Treffer beteiligt. Der ambitionierte Hauptstadtklub schloss die Spielzeit 2001/02 auf einem enttäuschenden 6. Platz ab und war in der Champions League bereits nach der Gruppenphase ausgeschieden. Nach nur einem Jahr beendete Lazio das Missverständnis und verlieh den Spieler an den FC Barcelona.

### FC Barcelona
2002/03 verbrachte Mendieta eine turbulente Saison beim FC Barcelona, der sich in einer Phase der sportlichen Neuorientierung befand. Barça rutsche zwischenzeitlich sogar auf den 15. Tabellenplatz ab und der umstrittene Trainer Louis van Gaal wurde durch Radomir Antić ersetzt. Der Klub schloss die Saison schließlich als Sechster ab und war in der Champions League im Viertelfinale gescheitert. Mendieta spielte solide, jedoch ohne seine herausragende Form aus der Zeit mit Valencia wiederzufinden. In 49 Pflichtspielen gelangen ihm sechs Tore, die alle aus Standardsituationen resultierten (fünf Elfmeter, ein Freistoß). Nach der Verpflichtung des Brasilianers Ronaldinho fehlten dem FC Barcelona die finanziellen Mittel, um die geforderte Ablöse für Mendieta aufzubringen. Daher nahm der Klub von einem langfristigen Engagement Abstand und Mendieta kehrte im Juli 2003 zu Lazio Rom zurück.

### FC Middlesbrough
Am 19. August 2003 wurde Mendieta an den FC Middlesbrough aus der englischen Premier League verliehen. Die Leihgebühr lag bei 3,5 Millionen Euro. Er stieg am 3. Spieltag in die laufende Saison 2003/04 ein und erwies sich auf Anhieb als spielerische Verstärkung für das Team von Steve McClaren. Während Middlesbrough in der Liga nicht über den elften Platz hinauskam, konnten sie am 29. Februar 2004 durch einen 2:1-Sieg über die Bolton Wanderers den englischen Ligapokal gewinnen – der erste offizielle Titel der 128-jährigen Vereinsgeschichte. Dadurch qualifizierte sich der Klub für den UEFA-Pokal. Da sich Lazio Rom mittlerweile in ernsthaften finanziellen Schwierigkeiten befand und Mendietas Spielergehalt einsparen wollte, zog der FC Middlesbrough im Juli 2004 eine zuvor vereinbarte Kaufoption und der Spieler konnte ablösefrei wechseln. Allerdings waren die folgenden Jahre an der Teesside von Verletzungen geprägt, nachdem er sich im Oktober 2004 einen Kreuzbandriss zugezogen hatte, der ihn für den Rest der Saison außer Gefecht setzte. Nach seiner Genesung ließ Mendieta seine individuelle Klasse beim 4:1-Sieg über Manchester United (12. Spieltag 2005/06) mit einem Doppelpack und einer Vorlage noch einmal aufblitzen. Im März 2006 erlitt er einen komplizierten Mittelfußbruch und verpasste das UEFA Pokalfinale gegen den FC Sevilla (0:4). Unter dem neuen Trainer Gareth Southgate spielte Mendieta schließlich keine Rolle mehr und brachte es 2006/07 auf lediglich sieben Ligaeinsätze. Nach Auslaufen seines Vertrages 2008, beendete Mendieta seine aktive Karriere. Sein letztes  Profispiel war das 0:0 gegen den FC Everton am 26. Dezember 2006.
Während seiner Karriere verschoss Mendieta von 29 Elfmetern nur einen.

## Nationalmannschaft
Mendieta stand im spanischen Aufgebot für die Olympischen Spiele 1996, bei denen er mit seiner Mannschaft im Viertelfinale ausschied.
Am 27. März 1999, seinem 25. Geburtstag, bestritt Mendieta in der EM-Qualifikation sein erstes A-Länderspiel. Beim historischen 9:0-Sieg über Österreich wurde er nach 71 Minuten eingewechselt. Im Jahr 2000 gehörte Mendieta zum spanischen Aufgebot für die Europameisterschaft und er kam in allen vier Partien zum Einsatz (zwei Tore). Die Spanier wurden Gruppensieger und scheiterten im Viertelfinale am späteren Europameister Frankreich (1:2). Obwohl Mendieta mit Lazio eine enttäuschende Saison gespielt hatte, wurde er 2002 für Spaniens WM-Kader nominiert, war beim Turnier aber nur Ersatzspieler. Im unbedeutenden dritten Gruppenspiel gegen Südafrika (3:2) hatte er einen Freistoß zum zwischenzeitlichen 2:1 direkt verwandelt. Spanien scheiterte im Viertelfinale nach Elfmeterschießen an Co-Gastgeber Südkorea.
Sein 40. und letztes Länderspiel bestritt Mendieta am 20. November 2002 gegen Bulgarien (1:0) und führte die Mannschaft in dieser Partie als Kapitän an.

## Erfolge

### Verein
- Spanischer Pokalsieger: 1999
- Spanischer Supercup-Sieger: 1999
- League Cup: 2004

### Auszeichnungen
- UEFA Mittelfeldspieler des Jahres: 2000, 2001